# باركر سيغفريد
باركر سيغفريد (بالإنجليزية: Parker Siegfried)‏ هو لاعب كرة قدم أمريكي في مركز حراسة المرمى، ولد في 17 فبراير 1997 في غرانفيل في الولايات المتحدة.